# Syndroom van Pendred
Het syndroom van Pendred is een erfelijke aandoening die leidt tot progressief gehoorverlies en vaak tot struma die hoofdzakelijk wordt veroorzaakt door hypothyreoïdie.
Het werd ruim honderd jaar geleden (1896) reeds beschreven, op grond van het optreden van struma (schildkliervergroting) bij kinderen met dove broertjes of zusjes. Het is een combinatie van aangeboren doofheid, of progressieve slechthorendheid en struma. De oorzaak van de slechthorendheid is een vergroting van de aquaeductus vestibuli.
Circa 5 tot 10% van alle erfelijke oorzaken van doofheid wordt veroorzaakt door het syndroom van Pendred. Het gehoorverlies begint vaak al bij geboorte of tijdens de eerste 3 levensjaren. Het gehoorverlies kan in stappen achteruitgaan. Een toegenomen gehoorverlies kan soms spontaan of soms met behulp van medicijnen (bijvoorbeeld prednison) weer grotendeels terugkeren naar het oorspronkelijke gehoorverlies. Vaak hebben mensen met het syndroom van Pendred ook een verkort slakkenhuis. Waar het slakkenhuis normaal 2½ draai maakt, wordt bij patiënten met het syndroom van Pendred soms een slakkenhuis waargenomen met slechts 1½ draai.

## Naam
De aandoening is vernoemd naar Dr. Vaughan Pendred (1869-1946), de Engelse huisarts die het syndroom als eerste beschreef in 1896.